# Бессонов, Александр Григорьевич (этнограф)
Алекса́ндр Григо́рьевич Бессо́нов (1848—1917) — русский лингвист, этнограф, фольклорист и просветитель. Действительный член Русского географического общества (1909).

## Биография
Бессонов Александр Григорьевич родился в 1848 году в г. Вятка.
В 1877 году окончил богословское отделение Казанской духовной академии. По окончании семинарии работал учителем в Вятской губернии, в городах Казани, в Оренбурге.
С 1882 года был инспектором школ и училищ Оренбургской губернии, с 1909 года — директор семинарии в слободе Кукарка Вятской губернии.
Владел несколькими языками — башкирским, казахским, татарским, удмуртским.
Известен как один из первых исследователей башкирского языка, автор «Букваря для башкир». В конце XIX — в начале XX веков он записал в башкирских уездах большое количество башкирских народных сказок, перевел их на русский язык и представил в 1909 году в Русское географическое общество.
При жизни Бессонова башкирские сказки не были опубликованы. Их издали отдельной книгой в 1941 году благодаря профессору Н. К. Дмитриеву, который дал им научную характеристику и высказал соображения относительно их жанра и поэтики.

## Интересные факты
Бессонов Александр Григорьевич в поисках этнографических материалов ходил пешком по деревням, добираясь в самые отдаленные и глухие районы. В его походах случалось, что представители власти сел и деревень забирали путника в участок для выяснения причин обхода деревень.
Кроме легенд он собрал уникальные бытовые подробности жизни башкир.

## Награды и звания
Малая золотая медаль Русского географического общества (1909) — за рукописное собрание сказок, преданий и легенд.

## Память
В Советском районе города Уфа одна из улиц с 1957 года носит имя ученого.
Именем ученого назван вид ископаемой хрящевой рыбы геликоприон Бессонова (Helicoprion bessonovi Karpinsky, 1899), описанный по найденному Александром Григорьевичем отпечатку зубной спирали животного.